# أوليمبيا تور 2023
أوليمبيا تور 2023 هو سباق دراجات هوائية من فئة  منافسة رياضية، وهو الموسم الثامن والستين من أوليمبيا تور ‏، وأقيم خلال الفترة من 22 مارس 2023، وحتى 26 مارس 2023.
فاز بالمركز الأول وفي تصنيف الجبال ماتياس بريجنهوج ‏، وفاز بالمركز الثاني Liam Slock ‏، وفاز بالمركز الثالث وفي ترتيب النقاط للشباب ، وفاز في ترتيب النقاط Lars Boven ‏، وفاز في ترتيب الفرق 2023 Jumbo-Visma Development Team ‏.

## الفرق
| فرق قارية (21)- Visma–Lease a Bike Development ‏ - Development Team Picnic–PostNL ‏ - Diftar Continental Cyclingteam ‏ - بيت سايكلنج 2023 ‏ - فولكر ويسيلز سيكلينج تيم 2023 ‏ - Parkhotel Valkenburg CT ‏ - 2023 Scorpions Racing ‏ - Unibet Tietema Rockets ‏ - ميتك سولاروات بي/بي مانتيل 2023 ‏ - بي إتش إس - بل بيتون بورنهولم ‏ - Leopard TOGT Pro Cycling ‏ - ريستورانت سوري كارل راس 2023 ‏ - Lotto Development Team ‏ - Bingoal WB Devo Team ‏ - Team Lotto–Kern Haus ‏ - Rad-Net Oßwald ‏ - Saint Piran (cycling team) ‏ - Israel Premier Tech Academy ‏ - موتالا سيرنك أليبايك 2023 ‏ - فريق تطوير امبلر ‏ - فريق تطوير أونو إكس دير 2023 ‏ فرق دراجات هواة (3)- Sensa-Kanjers voor Kanjers‏ - NWVG‏ - Regioteam Noord-Nederland‏ فريق نادي الدراجات- WV De IJsselstreek‏ |  |
| |  |

## المراحل
| قائمة المراحل | قائمة المراحل | قائمة المراحل                               | قائمة المراحل         | قائمة المراحل | قائمة المراحل     | قائمة المراحل     |
| المرحلة       | التاريخ       | الدورة                                      |                       | المسافة (كم)  | الفائز بالمرحلة   | القائد العام      |
| ------------- | ------------- | ------------------------------------------- | --------------------- | ------------- | ----------------- | ----------------- |
| المرحلة 1     | 22 مارس       | حلبة أسن تي تي – حلبة أسن تي تي             | مرحلة سباق الزمن فردي | 9             | بير ستراند هاجينز | بير ستراند هاجينز |
| المرحلة 2     | 23 مارس       | أسن – أسن                                   | مرحلة مستوية          | 162٫6         | Max Kroonen ‏      | إميل فينجبو       |
| المرحلة 3     | 24 مارس       | Gieten ‏ – Ruurlo ‏                           | مرحلة مستوية          | 168٫3         | Erlend Blikra ‏    | إميل فينجبو       |
| المرحلة 4     | 25 مارس       | Neede ‏ – تيل                                | مرحلة مستوية          | 161٫3         | Enzo Leijnse ‏     | إميل فينجبو       |
| المرحلة 5     | 26 مارس       | Beek (municipality) ‏ – Beek (municipality) ‏ | مرحلة مستوية          | 173٫4         | هولندا            | ماتياس بريجنهوج ‏  |

## النتيجة

### مرحلة 1
هي مرحلة من نوع سباق زمن فردي، أقيمت في 22 مارس 2023، وامتدّت لمسافة 9 كيلومتر. فاز بالمركز الأول، وتصدر ترتيب النقاط وترتيب النقاط للشباب والترتيب العام في نهاية المرحلة بير ستراند هاجينز، وتصدر ترتيب الفرق 2023 Jumbo-Visma Development Team ‏.
| التصنيف العام | التصنيف العام              | التصنيف العام                   | التصنيف العام | التصنيف العام |
| العداء        | العداء                     | الفريق                          | الوقت         |               |
| ------------- | -------------------------- | ------------------------------- | ------------- | ------------- |
| 1             | بير ستراند هاجينز          | Visma–Lease a Bike Development ‏ | 10 د 55 ث     |               |
| 2             | Vlad Van Mechelen ‏         | Development Team Picnic–PostNL ‏ | + 1 ث         |               |
| 3             | Joshua Giddings (cyclist) ‏ | Lotto Development Team ‏         | + 4 ث         |               |
|               |                            |                                 |               |               |
|               |                            |                                 |               |               |

### مرحلة 2
هي مرحلة مستوية، أقيمت في 23 مارس 2023، وامتدّت لمسافة 162.6 كيلومتر. فاز بالمركز الأول، وتصدر ترتيب النقاط Max Kroonen ‏، وتصدر الترتيب العام في نهاية المرحلة إميل فينجبو، وتصدر ترتيب الفرق 2023 Leopard TOGT Pro Cycling ‏، وتصدر ترتيب النقاط للشباب Lars Boven ‏، وتصدر ترتيب التسلق .
| التصنيف العام | التصنيف العام | التصنيف العام                   | التصنيف العام | التصنيف العام |
| العداء        | العداء        | الفريق                          | الوقت         |               |
| ------------- | ------------- | ------------------------------- | ------------- | ------------- |
| 1             | إميل فينجبو   | Leopard TOGT Pro Cycling ‏       | 3 س 31 د 21 ث |               |
| 2             | Lars Boven ‏   | Visma–Lease a Bike Development ‏ | + 4 ث         |               |
| 3             | Rick Ottema ‏  | Diftar Continental Cyclingteam ‏ | + 20 ث        |               |
|               |               |                                 |               |               |
|               |               |                                 |               |               |

### مرحلة 3
هي مرحلة مستوية، أقيمت في 24 مارس 2023، وامتدّت لمسافة 168.3 كيلومتر. فاز بالمركز الأول Erlend Blikra ‏، وتصدر الترتيب العام في نهاية المرحلة إميل فينجبو، وتصدر ترتيب التسلق Tomáš Kopecký (cyclist) ‏، وتصدر ترتيب النقاط وترتيب النقاط للشباب Lars Boven ‏، وتصدر ترتيب الفرق 2023 Leopard TOGT Pro Cycling ‏.
| التصنيف العام | التصنيف العام | التصنيف العام                   | التصنيف العام | التصنيف العام |
| العداء        | العداء        | الفريق                          | الوقت         |               |
| ------------- | ------------- | ------------------------------- | ------------- | ------------- |
| 1             | إميل فينجبو   | Leopard TOGT Pro Cycling ‏       | 7 س 30 د 19 ث |               |
| 2             | Lars Boven ‏   | Visma–Lease a Bike Development ‏ | + 4 ث         |               |
| 3             | Rick Ottema ‏  | Diftar Continental Cyclingteam ‏ | + 20 ث        |               |
|               |               |                                 |               |               |
|               |               |                                 |               |               |

### مرحلة 4
هي مرحلة مستوية، أقيمت في 25 مارس 2023، وامتدّت لمسافة 161.3 كيلومتر. فاز بالمركز الأول Enzo Leijnse ‏، وتصدر الترتيب العام في نهاية المرحلة إميل فينجبو، وتصدر ترتيب التسلق Tomáš Kopecký (cyclist) ‏، وتصدر ترتيب النقاط وترتيب النقاط للشباب Lars Boven ‏، وتصدر ترتيب الفرق 2023 Leopard TOGT Pro Cycling ‏.
| التصنيف العام | التصنيف العام | التصنيف العام                   | التصنيف العام  | التصنيف العام |
| العداء        | العداء        | الفريق                          | الوقت          |               |
| ------------- | ------------- | ------------------------------- | -------------- | ------------- |
| 1             | إميل فينجبو   | Leopard TOGT Pro Cycling ‏       | 11 س 30 د 19 ث |               |
| 2             | Lars Boven ‏   | Visma–Lease a Bike Development ‏ | + 4 ث          |               |
| 3             | Rick Ottema ‏  | Diftar Continental Cyclingteam ‏ | + 20 ث         |               |
|               |               |                                 |                |               |
|               |               |                                 |                |               |

### مرحلة 5
هي مرحلة مستوية، أقيمت في 26 مارس 2023، وامتدّت لمسافة 173.4 كيلومتر. فاز بالمركز الأول، وتصدر ترتيب النقاط للشباب ، وتصدر ترتيب الفرق 2023 Jumbo-Visma Development Team ‏، وتصدر ترتيب النقاط Lars Boven ‏، وتصدر الترتيب العام في نهاية المرحلة وترتيب التسلق ماتياس بريجنهوج ‏.

## التصنيف العام النهائي
| التصنيف العام | التصنيف العام    | التصنيف العام                   | التصنيف العام  | التصنيف العام |
| العداء        | العداء           | الفريق                          | الوقت          |               |
| ------------- | ---------------- | ------------------------------- | -------------- | ------------- |
| 1             | ماتياس بريجنهوج ‏ | Leopard TOGT Pro Cycling ‏       | 15 س 09 د 45 ث |               |
| 2             | Liam Slock ‏      | Lotto Development Team ‏         | + 14 ث         |               |
| 3             | هولندا           | Visma–Lease a Bike Development ‏ | + 22 ث         |               |
|               |                  |                                 |                |               |
|               |                  |                                 |                |               |

### تصنيف النقاط
| تصنيف النقاط | تصنيف النقاط | تصنيف النقاط                    | تصنيف النقاط | تصنيف النقاط |
| العداء       | العداء       | الفريق                          | النقاط       |              |
| ------------ | ------------ | ------------------------------- | ------------ | ------------ |
| 1            | Lars Boven ‏  | Visma–Lease a Bike Development ‏ | 41 نقطة      |              |
| 2            | Max Kroonen ‏ | فولكر ويسيلز سيلينج تيم ‏        | 34 نقطة      |              |
| 3            | هولندا       | Visma–Lease a Bike Development ‏ | 30 نقطة      |              |
|              |              |                                 |              |              |
|              |              |                                 |              |              |

### تصنيف الجبال
| تصنيف الجبال | تصنيف الجبال       | تصنيف الجبال                    | تصنيف الجبال | تصنيف الجبال |
| العداء       | العداء             | الفريق                          | النقاط       |              |
| ------------ | ------------------ | ------------------------------- | ------------ | ------------ |
| 1            | ماتياس بريجنهوج ‏   | Leopard TOGT Pro Cycling ‏       | 11 نقطة      |              |
| 2            | Adam Seeman ‏       | Development Team Picnic–PostNL ‏ | 9 نقطة       |              |
| 3            | فرانك فان دن بروك ‏ | Parkhotel Valkenburg CT ‏        | 5 نقطة       |              |
|              |                    |                                 |              |              |
|              |                    |                                 |              |              |

## تصنيف الفرق

### الفرق حسب الوقت
| تصنيف الفرق حسب الوقت | تصنيف الفرق حسب الوقت           | تصنيف الفرق حسب الوقت | تصنيف الفرق حسب الوقت |
| الفريق                | الفريق                          | الوقت                 |                       |
| --------------------- | ------------------------------- | --------------------- | --------------------- |
| 1                     | Visma–Lease a Bike Development ‏ | 45 س 31 د 30 ث        |                       |
| 2                     | Parkhotel Valkenburg CT ‏        | + 39 ث                |                       |
| 3                     | Leopard TOGT Pro Cycling ‏       | + 47 ث                |                       |
|                       |                                 |                       |                       |
|                       |                                 |                       |                       |

## تصانيف فرعية

### تصنيف أفضل شاب
| تصنيف أفضل شاب | تصنيف أفضل شاب     | تصنيف أفضل شاب                  | تصنيف أفضل شاب | تصنيف أفضل شاب |
| العداء         | العداء             | الفريق                          | الوقت          |                |
| -------------- | ------------------ | ------------------------------- | -------------- | -------------- |
| 1              | هولندا             | Visma–Lease a Bike Development ‏ | 15 س 10 د 07 ث |                |
| 2              | Jack Rootkin-Gray ‏ | Saint Piran (cycling team) ‏     | + 2 ث          |                |
| 3              | Lars Boven ‏        | Visma–Lease a Bike Development ‏ | + 35 ث         |                |
|                |                    |                                 |                |                |
|                |                    |                                 |                |                |